# Diodato Stoppani
Diodato Stoppani, detto Nino (Anagni, 1838 – Sora, 2 aprile 1865), è stato un patriota e garibaldino italiano. Fu un'influente figura del Risorgimento Italiano e strinse importanti amicizie con politici e risorgimentali ciociari come Aristide Salvatori, Don Antonio Mizzoni, Giuseppe Polsinelli e Pietro Sterbini o di calibro nazionale come Giuseppe Garibaldi e Francesco Nullo.
Durante l'adolescenza fu ispirato dalle idee rivoluzionarie e a 16 anni già si arruolò per combattere in nome di Garibaldi per il raggiungimento della pace, della libertà e dell'unità nazionale.
Prese parte, fra le tante imprese, all'assedio di Sebastopoli, alla battaglia del Volturno e all'insurrezione polacca con Francesco Nullo.

## Biografia

### Infanzia
Diodato Stoppani nacque ad Anagni, in Provincia di Frosinone, nel 1838, secondogenito di una umile famiglia. Suo fratello Ignazio fu anch'esso illuminato dalle idee risorgimentali. A 13 anni, fatto capitano di un gruppo di suoi coetanei, assalì un altro gruppo di ragazzi uccidendone ben cinque. Non continuò gli studi e a 16 anni si arruolò nella legione straniera di Francia.

### Carriera militare
Nel 1854 si arruolò nella legione straniera di Francia e combatté con i Piemontesi durante l'assalto di Sebastopoli, ma fu ferito da una scheggia di mitraglia. Ritornò in Italia convalescente ed una sera, in un caffè, litigò con un tenente dei zuavi pontifici e gli piantò sul capo un colpo con una stecca da biliardo, tagliandogli un orecchio di netto. Nel 1859 combatté con il grado di sergente di cavalleria nell’esercito piemontese. Per il suo estremo coraggio, ricevette la medaglia al valore militare e il grado di sottotenente. Stoppani, trapelata la notizia in merito alla spedizione garibaldina, arrivò a Genova che già i Mille erano vicini alla Sicilia e fece parte dei 60 di Talamone. Nel 1860 partecipò all'unica battaglia navale intrapresa dai Mille, come sottotenente sulla famosa pirofregata di II ordine a ruote “Tukery” a Castellammare di Stabia. Al Volturno nella battaglia di 58 ore fu ferito al ventre da una sciabolata di un ussero napoletano e in fin di vita fu lasciato sul terreno. Soccorso da una sua amante fu dalla stessa salvato e risanò dopo due mesi.  Sulla fine del 1861, Nino(così chiamato sin dall'infanzia), con altri 25 emigrati tra cui suo fratello Ignazio e Aristide Salvatori, entrò nel territorio pontificio con intenti rivoltosi. Fu arrestato e rimandato a Sora, dove rimase imprigionato fino alla grazia ricevuta dal Governo Italiano. Poi seguì Garibaldi anche nella battaglia dell’Aspromonte. Passò il maggio del 1863 in Belgio, a Bruxelles fino al 24 maggio. Il 25 maggio si fermò a Liegi prima di partire in direzione Cracovia. Il 5 giugno seguì in Polonia Francesco Nullo che cadde nella battaglia di Olkusz, durante l'insurrezione polacco-lituana contro gli occupanti russi. Fuggito e salvatosi a nuoto dalle fucilate dei Cosacchi, raggiunse con altri compagni l'Austria, ma fu arrestato e tenuto in prigione per cinque mesi circa. Tornò in Italia a cavallo del nuovo anno e fu ospitato ad Arpino e Isola del Liri dall’Onorevole Deputato Polsinelli. Il giorno seguente partì per Napoli e poi per la Francia. Qui il 15 febbraio 1864 si trovava a Parigi quando fu operato di urgenza dal dottor Nélaton, perché una ferita di guerra risalente all'insurrezione in Polonia, causata da una granata tra il testicolo destro e la coscia, prese infezione. Il 18 febbraio, rientrato in Italia, fu ricoverato all'Ospedale Maggiore Mauriziano di Torino per la medesima ferita bellica che guarì in un mese.

### Confino e suicidio
Dopo ulteriori viaggi in Italia e all'estero, a causa delle persecuzioni della polizia e della politica, il 19 dicembre 1864 si confinò nuovamente a Sora, dove trovò dimora da una coppia di suoi zii. Qui, sotto ad un cipresso nel cimitero comunale, si sparò un colpo di pistola alla gola il 17 marzo. Fu trovato in fin di vita e portato all'ospedale di Sora da alcuni parenti e, forse, dall'amico di una vita Aristide Salvatori. La ferita, questa volta, era troppo grave e morì il 2 aprile 1865.